# 津軽海峡ミステリー航路
『津軽海峡ミステリー航路』（つがるかいきょうみすてりーこうろ）は、2002年から2009年までフジテレビ系で放送された刑事ドラマシリーズ。全8回。原作・原案は斎藤栄。主演は村上弘明。
放送枠は「金曜エンタテイメント」（第1作 - 第5作）、「金曜プレステージ」（第6作 - 第8作）。

## キャスト

### 函館西警察署（第1作） → 函館南警察署（第2作 - 第8作）
青柳誠
演 - 村上弘明
刑事課刑事。階級は「警部補」。美人に弱い。
父は函館市内駐在所の警察官だったが、出所した犯罪者の逆恨みによって放火されたことで両親を失っている。
永瀬貴司
演 - 河相我聞（第1作）、大柴隼人（第2作 - 第8作）（第5作までは「大柴邦彦」名義）
刑事課刑事。青柳とコンビを組む後輩刑事。千明に好意を持っているが気づいてもらえない。
笹島信行
演 - 村野武範
刑事課課長。青柳の上司。

### 青柳の親族
青柳千明
演 - 細川直美（第1作・第2作）、菊池麻衣子（第3作 - 第8作）（第7作は写真と声のみ）
青柳の妹。彩光出版の雑誌「エトワール」編集部の記者（第8作より「週刊ネクスト」記者）。普段は東京に住んでいるが、函館に取材の際は、兄の自宅に泊まる。
亜紀子
演 - 茅島成美（第7作）
青柳兄妹の叔母（父の妹）。両親を失った青柳兄妹の面倒を見ていた。
函館で生まれ育ち現在は横浜に住んでいる。海外にいる千明に代わり久しぶりの再会を兼ねて函館を訪れた。

### ゲスト
第1作「函館と青森を結ぶフェリーで起こった動く密室殺人! 忽然と消えた謎の容疑者には憐れな過去が…夫の死を嘆く妻の涙は嘘?」（2002年）
- 隅田三郎（メディアテック 企画室長） - 中原丈雄
- 杉山英一（メディアテック 企画室員） - 竹本孝之
- 友納五十二（メディアテック 専務取締役） - 睦五朗
- 宮脇美智子（三和照明 社員・一人旅の女性） - 及森玲子
- 橘恵子（友納家 家政婦） - 浜中千歳
- 友納啓吉（友納の兄） - 金井大
- 三和照明 社長 - 伊藤紘
- 友納みつる（亜紀子の息子） - 佐藤和也
- 友納亜紀子（友納の3番目の妻） - 鮎ゆうき
- 千代田警察署 刑事 - 千田孝康
- 高橋ヨリ（亜紀子が訪ねようとした女性） - 宮内順子
- 帽子店の経営者 - 藏内秀樹
- メディアテック 企画室室員 - 八嶋智人
- 交番の警官 - 磯秀明
- 石川（ホテルの客） - 齋藤孝之

第2作（2003年）
- 西崎真貴子（キャリアウーマン・千明の先輩） - 森下涼子
- 小暮ともえ（小料理屋「叶屋」店員・西崎の愛人） - 筒井真理子
- 西崎良二（大日本建設 札幌支社長・真貴子の義父） - 深水三章
- 岸和田泰三（太平工務店 社長） - 松熊信義
- 恵美子（小料理屋「叶屋」女将） - 福井裕子
- 岩沢（代議士） - 平野稔
- 木村（青森県警 刑事） - 松井範雄
- 斉藤（太平工務店 社員）- 斉藤幸治
- 大日本建設 社員 - 齋藤孝之
- 大日本建設 秘書 - 青木真麻
- アナウンサー - 里見まや
- 本間和男（真貴子の実父・30年前転落死） - 花倉宏典
- 西崎淑子（西崎の妻・真貴子の母） - 姿晴香
- 疋田清（大日本建設 東京本社重役） - 小野寺昭

第3作「弘前〜函館殺人海道 厳寒の津軽の海岸で消えた理由は…海流・写真・フェリー・鉄壁のアリバイの謎」（2004年）
- 片岡浩（歯科医・武田の高校の後輩） - 三浦浩一
- 江川純一（青柳の先輩刑事・16年前刺殺） - 江藤潤
- 井出明（千明の契約カメラマン） - 四方堂亘
- 戸田（弘前北署 刑事） - 鈴木正幸
- 林五郎（大竹金融 取り立て屋） - 重松収
- 食堂店主 - 丹古母鬼馬二
- 曽根聡子（元武田家 家政婦） - 和泉ちぬ
- 武田理沙（武田と美代子の娘・心臓病） - 石田みらい
- アナウンサー - 鵜飼久美子
- 医師 - 齋藤孝之
- 大竹（大竹金融 社長） - 若杉宏二
- 黒木（警視庁 刑事） - 中根徹
- 編集長 - 望月太郎
- 武田勇太郎（地元の名士） - 鈴木ヒロミツ
- 武田美代子（武田の妻・江川の妹） - 床嶋佳子

第4作「函館〜青森殺人海道 厳寒の津軽 架空の殺害現場のワケ 真実を言えない父娘が背負った一生の重荷と鉄壁のアリバイの謎」（2005年）
- 古賀春樹（兵頭ホテル 支配人） - 羽場裕一
- 兵藤義次（兵頭ホテル 社長・入婿） - 大林丈史
- 落合幸一（兵頭ホテルの専務） - 鶴田忍
- 大塚悦子（秘書） - 福地香代
- 松井（建設作業の責任者） - 齋藤孝之
- 兵頭家の家政婦 - 赤坂佳子
- 兵藤律子（兵藤の妻・先代の娘） - 田島令子
- 市原圭介（瑞穂の父・市原魚屋 店主） - 峰岸徹
- 市原瑞穂（「函館の街並みを守る会」代表） - 藤谷美紀

第5作「函館〜青森殺人海道・厳寒のフェリーで出会った謎の女美人ピアニストが奏でる殺しの旋律・教会の鐘が暴く驚愕の真実」（2006年）
- 緒川いづみ（石崎小学校 音楽教師） - 原沙知絵
- 三原陽一（名曲喫茶「菩提樹」主人） - 西川忠志
- 遊佐夏希（ピアニスト） - 越智静香
- 梶雅人（夏希の元夫・ギタリスト） - 坂上忍
- 桜庭（石崎小学校 校長） - 木野花
- 島田広志（夏希のマネージャー） - 村杉蝉之介
- 岩見（札幌聖学園 教師） - 森下哲夫
- 彩光出版 編集長 - 望月太郎
- 会場の係員 - 斉藤幸治
- 三原幸太（石崎小学校 生徒・三原の息子） - 中曽根康太
- 篠原美穂（夏希と同じ音大出身） - 藤井美加子
- 城島（バンド仲間） - 累央
- 里崎（バンド仲間） - 齋藤孝之
- 審査員 - 赤坂佳子
- リポーター - 小林あずさ
- 矢野（バンド仲間・コンビニ店員） - 前田耕陽
- 高峯秀作（十勝ノーブルワイン 社長） - 大和田伸也

第6作（2007年）
- 中沢真彦（真央の兄） - 大鶴義丹
- 桐谷草介（桐谷興業 社長） - 原田大二郎
- 桐谷淳史（草介の息子） - 湯江健幸
- 桐谷啓介（草介の弟） - 中島久之
- 羽村（調教師） - 沼田爆
- 米倉千恵（桐谷家の家政婦） - 服部妙子
- 楠本（シェフ） - 山上賢治
- 木村美和（パティシエ） - 中園友乃
- 真鍋俊（優子の弟・先月死亡） - 國分淳志
- フェリーのフロント係 - 斉藤幸治
- 清田（警官） - 齋藤孝之
- テレビレポーター - 立花かおる
- 真鍋の隣人 - 赤坂佳子
- 拓（高橋病院 入院患者） - 若林佑弥
- 真鍋優子（事務員） - 有森也実
- 中沢真央（「レストラン&パティスリー桐谷」パティシエ） - 酒井美紀

第7作（2008年）
- 新川布美子（弁護士） - 秋本奈緒美
- 中道涼子 - 中山忍
- 若松歳也（弁護士） - 池内万作
- 富岡 - 西村和彦
- 吉川里美 - 星ようこ
- 吉川翔太（里美の息子） - 牧原颯也
- 新川拓海（布美子の息子・4年前死亡） - 渡辺哲史
- 杉野保（前科者） - 趙珉和
- 杉田佳代（スナックのママ） - 小柳友貴美
- 水本忠明（前科者） - ひかる一平
- 中道恭平（中道造船鉄工所 元社長・4年前死亡） - 有福正志
- 中道範子 - 水沢アキ
- 日向明子、松本じゅん、本村健太郎、斉藤幸治、齋藤孝之、赤坂佳子

第8作「厳寒の青森〜函館殺人海道・死体に付着したオガクズの謎 鍵握る洞爺湖の秘密」（2009年）
- 大町春（大町の娘） - 中山エミリ
- 沢登雪彦（函館ミート 広報室長・沢登の息子） - 金子貴俊
- 中田久江（大町の内縁の妻） - 沖直未
- 笠松（窃盗常習犯） - 徳井優
- 草野洋子（フリールポライター・6年前死亡） - 今村恵子
- 柏木修司（週刊太陽 記者・洋子の後輩） - 伊嵜充則
- 田沼（函館ミート 社長） - 谷本一
- 中野（呑み食い処「桝長」店主） - 浅見小四郎
- 松本（函館ミート洞爺湖工場 工場長） - 朝倉伸二
- 重田（函館ミート食品研究室 研究員） - 外波山文明
- 沢登敏彦（函館ミート 専務） - 田中健
- 坂井裕幸（監察医） - 志村東吾
- 市立函館病院 医師 - 野元学二
- 早川智也（製材所アルバイト） - 仲松秀規
- 函館南警察署 捜査員 - 斉藤幸治
- 清田義孝（北海道警察 巡査） - 齋藤孝之
- タクシードライバー - 赤坂佳子
- 市立函館病院 看護師 - 明石智水
- 大町哲男（「小料理てつ」主人・前科者） - 石倉三郎

## スタッフ
- 企画 - 清水賢治（第1作）、瀧山麻土香（第1作）、荒井昭博（第2作、第3作）、熊谷剛（第2作 - ）、保原賢一郎（第4作）、和田行（第5作、第6作）
- 脚本 - 篠崎好（第1作、第2作）、岡崎由紀子（第3作）、林誠人（第4作）、田辺満（第5作 - ）
- 演出 - 松島稔（第1作）、竹安正嗣（第2作 - ）
- 制作担当 - 林利雄（第4作 - 第8作）
- プロデューサー - 風野健治（第1作）、石原達也（第1作）、山本悦夫（第1作）、仁平知世（東宝 / 第2作 - ）、森清和夫
- 制作 - フジテレビ、東宝

## 放送日程
| 話数 | 放送日        | サブタイトル                                                                                                   | 脚本       | 演出     | 視聴率 |
| ---- | ------------- | --- | ---------- | -------- | ------ |
| 1    | 2002年2月22日 | 函館と青森を結ぶフェリーで起こった動く密室殺人! 忽然と消えた謎の容疑者には憐れな過去が…夫の死を嘆く妻の涙は嘘? | 篠崎好     | 松島稔   | 19.0%  |
| 2    | 2003年1月31日 | 愛人・出世そして金..人生の歯車は30年前のあの日から狂い始めた...謎を解く鍵...富士山が動く                       | 篠崎好     | 竹安正嗣 | 17.9%  |
| 3    | 2004年2月13日 | 弘前〜函館殺人海道 厳寒の津軽の海岸で消えた理由は…海流・写真・フェリー・鉄壁のアリバイの謎                     | 岡崎由紀子 | 竹安正嗣 | 16.0%  |
| 4    | 2005年3月11日 | 函館〜青森殺人海道 厳寒の津軽 架空の殺害現場のワケ 真実を言えない父娘が背負った一生の重荷と鉄壁のアリバイの謎  | 林誠人     | 竹安正嗣 | 15.5%  |
| 5    | 2006年2月10日 | 函館〜青森殺人海道・ 厳寒のフェリーで出会った謎の女美人ピアニストが奏でる殺しの旋律・ 教会の鐘が暴く驚愕の真実 | 田辺満     | 竹安正嗣 | 14.9%  |
| 6    | 2007年2月09日 | 函館~青森･殺人海道･厳寒の海を走るﾌｪﾘｰに鉄壁のｱﾘﾊﾞｲ･幸せの象徴に隠された兄妹の絆                                | 田辺満     | 竹安正嗣 | 14.3%  |
| 7    | 2008年2月29日 | 厳寒函館〜青森殺人海道・凶器不明の他殺体に憎しみの連鎖、マフラーの動かぬ証拠被害者家族に残る傷                 | 田辺満     | 竹安正嗣 | 13.7%  |
| 8    | 2009年3月06日 | 厳寒の青森〜函館殺人海道・死体に付着したオガクズの謎 鍵握る洞爺湖の秘密                                        | 田辺満     | 竹安正嗣 | 10.1%  |

- 視聴率はビデオリサーチ調べ、関東地区・世帯

## 備考
千明役の細川直美 → 菊池麻衣子への交代（第3作）、および菊池の欠席（第7作は写真と声のみの出演）は、いずれも妊娠・出産によるものである。